# میهن ما (کتاب)
میهن ما کتابی از محمد (مطیع الدوله) حجازی است که در سال ۱۳۳۸ منتشر و برندهٔ جایزه کتاب سال سلطنتی شد.

## محتوا
این کتاب شامل یادداشت‌هایی است که محمد حجازی راجع به تاریخ و اوضاع اجتماعی معاصر ایران جمع‌آوری کرده‌است. او ابتدا چکیده‌ای از تاریخ پادشاهان ایران شرح می‌دهد و سپس به پیشرفت‌های اقتصادی، اجتماعی و فرهنگی سلسله پهلوی می‌پردازد.

## نقد و نظر
منوچهر اقبال، نخست‌وزیر وقت، دربارهٔ این کتاب می‌گوید: «از آنجا که هر فردی باید از جریان امور و کیفیت وضع کشور آگاه باشد، مطالعهٔ این کتاب را که حاوی اطلاعات مفید و مهمی است به عموم هم‌میهنان توصیه می‌نمایم.»